# Death doom metal
Il death doom metal (chiamato anche death doom o doom death) è un sottogenere del doom metal che unisce i tempi lenti e le atmosfere depresse del doom metal con linee vocali growl e melodiche, insieme al doppio pedale proprio del death metal.

## Storia
Alla fine degli anni ottanta, nasceva sia in Europa che negli Stati Uniti d'America il death metal. Questo nuovo stile di musica, assai più veloce e aggressivo del thrash metal (che fino a quel momento era visto come l'apice dell'aggressività fatta musica) ebbe influenze anche sul doom metal. Ben presto, infatti, gruppi come i Winter o i Decomposed proposero una concezione particolarmente estrema del genere, caratterizzata da ritmiche che potevano raggiungere momenti di notevole lentezza (in contrasto con l'energia tipica del death metal). Da questo nucleo oltranzista sarebbe nato sia il funeral doom metal, sia il più abbordabile e melodico death-doom: difatti nello stesso periodo in Gran Bretagna, i Paradise Lost diedero alle stampe l'album di debutto per la Peaceville Records Lost Paradise, il quale fece da apripista per la nascita e lo sviluppo di questo sottogenere. Esso manifestò subito le caratteristiche tipiche di questo nuovo movimento musicale, rappresentate da un acceso dualismo fra la lentezza e la pesantezza delle ritmiche doom metal con il sound, e i growl propri del death, mantenendo però una forte vena melodica. Di quello stesso anno vanno segnalati anche i demo dei Cathedral (In Memorium), dei My Dying Bride (Towards the Sinister) e degli Anathema (An Iliad of Woes). Proprio gli Anathema ed i My Dying Bride (entrambi sotto contratto con la Peaceville Records) andarono a formare, assieme ai sopra citati Paradise Lost, il terzetto di band che maggiormente sviluppò e rese famoso il death doom metal.
Presto molte altre band seguirono. Fra le più famose vi sono i Katatonia, il cui album Brave Murder Day rappresenta uno dei classici del genere. I finlandesi Amorphis hanno proposto nei primi album un death doom peculiare, dominato da atmosfere più epiche che tetre, ispirate alla mitologia locale. I Funeral, dopo aver influenzato la nascita del funeral doom metal e prima di approdare al gothic metal, proposero un death-doom privo di growl, cantato da sola voce femminile (Demo '97 e In the Field of Pestilent Grief). Altri gruppi importanti sono i Saturnus, i Celestial Season dell'album Solar Lovers, i Novembers Doom, i Draconian, e gli italiani Novembre.